# Глухая, Катержина
Катержи́на Глу́хая (чеш. Kateřina Hluchá; 11 марта 1975, Прага) — чешская гребчиха-байдарочница, выступала за сборную Чехии во второй половине 1990-х годов. Участница летних Олимпийских игр в Атланте, бронзовая призёрша чемпионата Европы, победительница многих регат национального и международного значения.

## Биография
Катержина Глухая родилась 11 марта 1975 года в Праге.
Первого серьёзного успеха на взрослом международном уровне добилась в 1996 году, когда попала в основной состав чешской национальной сборной и благодаря череде удачных выступлений удостоилась права защищать честь страны на летних Олимпийских играх в Атланте. В зачёте четырёхместных байдарок на дистанции 500 метров сумела дойти до стадии полуфиналов, где финишировала пятой.
После Олимпиады Глухая осталась в основном составе гребной команды Чехии и продолжила принимать участие в крупнейших международных регатах. Так, в 1999 году она побывала на чемпионате Европы в хорватском Загребе, откуда привезла награду бронзового достоинства, выигранную в программе байдарок-четвёрок на дистанции 200 метров вместе с такими гребчихами как Милена Пергнерова, Шарка Боковцова и Барбара Футерова — в решающем заезде её обошли только экипажи из России и Венгрии. Вскоре по окончании этих соревнований приняла решение завершить карьеру профессиональной спортсменки, уступив место в сборной молодым чешским гребчихам.